# Панчик Михайло Дмитрович
Панчик Михайло Дмитрович (12 березня 1895, Дорошівці — 27 вересня 1937, Медвеж'єгорськ) — вояк Української Галицької Армії. Радянський підпільний та партійний діяч. Репресований Радянською владою у 1937 році.

## Життєпис
За національністю — чех. Народився 12 березня 1895 року в с. Дорошівцях Заставнівського повіту у бідній селянський родині. У батьків було 10 дітей, Михайло був третім. У Дорошівцях закінчив чотирикласну школу. З 1907 по 1915 роки навчався в українській гімназії ім. Дмитра Кантеміра у Кіцмані, після закінчення якої був призваний до австрійської армії, де служив до грудня 1918 року.
Добровільно вступив до УГА, служив у м. Чортків до липня 1919 року. Згодом перейнявся ідеями більшовизму. Разом з іншими організував змову проти окружного військового коменданта Чортківщини з метою взяти командування військами у свої руки та допомогти Червоній армії захопити Буковину. У вересні 1919 року перебував на Поділлі, де проводив роботу в частинах УГА щодо їх переходу на бік Червоної армії. За звинуваченням у більшовицькій пропаганді в жовтні 1919 року засуджений до одного року ув'язнення та позбавлення офіцерського звання. При переводі до тюрми втік з-під охорони. У листопаді 1919 року опинився у Могилеві-Подільському, де приєднався до радянської 14-ї армії як розвідник. У грудні 1919 року у Вінниці вступив до лав КП(б)У. В кінці квітня 1920 року таємно переправлений на Буковину, яка тоді належала до Румунського королівства, для налагодження партійної роботи. У травні 1919 року з'явився у Чернівцях, до вересня 1920 року працював у Центральному комітеті Компартії Буковини. У вересні 1920 року арештований румунською сигуранцою у Кіцмані, однак утік з-під арешту. 14 вересня 1920 року прибув до Тернополя, де склав звіт перед про діяльність та соціально-політичну ситуацію на Буковині перед Затонським. Певний час працював при Галревкомі, згодом, у травні 1921 року, знову відправлений на Буковину для підпільної роботи. Звідти, втікаючи від переслідувань сигуранци, переправився до Галичини, що була тоді під Польщею, а звідти — до Чехословаччини.
Восени 1921 року вступив до медичного факультету Українського вільного університету. Під час навчання не полишав комуністичної діяльности, налагодив зв'язки з представниками компартії Буковини у Відні, які емігрували туди, уникаючи арештів. У травні 1925 року відправлений організаційним комітетом, який ставив завдання приєднання північно-західної Буковини до СРСР, на Буковину для вивчення та налагодження партійної діяльности. В листопаді прибув до Відня, де склав звіт про діяльність на Буковині. За деякий час знову повернувся до Буковини, де продовжив партійну діяльність, був обраний секретарем ЦК Компартії Буковини. У січні 1926 року знову звітував про роботу у Відні. У березні 1926 року виведений зі складу ЦК КПБ через добру відомість у румунській сигуранці, в зв'язку з чим таку відповідальну роботу йому вирішили не доручати. Восени 1926 року арештований у Бухаресті, під час візиту до ЦК Компартії Румунії. По дорозі до Чернівців утік, вискочивши з вагона потяга. 30 вересня 1026 року перейшов кордон біля Кам'янця-Подільського, був направлений до Харкова, де склав звіт про діяльність компартії Буковини, порушив питання про поновлення членства у КП(б)У та вступив на 4-й курс Харківського медінституту.
У грудні 1926 року одружився з Оксаною Кобеняк, уродженкою Одеси, котру знав ще з часів роботи у розвідвідділі 14-ї армії. У подружжя народився син Богдан. Родина не мала постійного житла та джерела доходів. Як емігрант з Буковини, Панчик перебував під наглядом НКВС. 5 березня 1927 року заарештований із звинуваченням у шпигунстві. Перебував під арештом у Харкові та Москві, загалом 4 місяці. Після звільнення переїхав до Одеси, де у 1929 році закінчив медінститут. Викладав українську та німецьку мови, згодом призначений секретарем окружного відділу охорони здоров'я. У березні 1929 року призначений інспектором охорони здоров'я Знам'янського району Одеської області. В серпні 1929 року повернутий до Одеси, де працював викладачем німецької мови та літератури у будівельному інституті та технікумі, водночас виконуючи обов'язки санітарного лікаря цих закладів. Родина Панчиків мешкала на вулиці Садовій, 5, квартира 7.
Від 14 лютого 1933 року перебував під арештом. 22 лютого видано ордер на обшук помешкання, а 27 лютого видано постанову про арешт зі звинуваченнями у злочинах, передбачених статтями 54-4 та 54-11 Кримінального кодексу — причетність до контрреволюційної організації, що ставила за мету скинення радянської влади. Під час арешту сидів у 19 камері 2 корпусу Одеської в'язниці. 5 листопада 1933 року підписано обвинувальний висновок, яким звинувачено Панчика в належности до української повстанської організації, яка за допомогою інтервенції капіталістичних країн, ставила за мету шляхом збройного повстання повалення радянської влади в Україні. На думку слідчого Ліфшиця, організація мала тісний зв'язок із закордонними центрами, організувала повстанську мережу в містах і селах, розробляла план повстання, збирала озброєння, займалася шпигунством на користь капіталістичних країн. Організація складалася із галицьких частин УВО та місцевих контрреволюціонерів, підтримувала тісний зв'язок із польськими та німецькими контрреволюційними організаціями. Вся діяльність Панчика у компартії була викладена слідчим як провокативна, ворожа, його звинувачено також у роботі на румунську сигуранцу та видачі їй тодішніх діячів компартії Румунії. 5 листопада 1933 року кримінальну справу направлено на розгляд Судової трійки при колегії ДПУ УСРР з пропозицією 8-річного ув'язнення у концтаборах.
14 листопада 1933 року Судова трійка при колегії ДПУ встановила покарання Панчику — 10 років виправних таборів. Термін вироку постановили рахувати від 23 лютого 1933 року. Покарання відбував у Медвеж'єгорському таборі, де працював лікарем. 20 вересня 1937 року, за новою справою, трійка НКВС Карельської АРСР засудила Панчика до розстрілу за статтею 58-10. Розстріляний 27 вересня 1937 року на Водорозділі.
Реабілітований військовим трибуналом Одеського військового округу 21 березня 1964 року. Справу переглядали на прохання сина Богдана, який проживав у Москві. Під час перегляду справи Одеська військова прокуратура не знайшла провокативних дій та зв'язків із сигуранцою у репресованого. Навпаки, румунською владою Панчик звинувачувався у 1926 році в українській пропаганді.